# Alsaziana

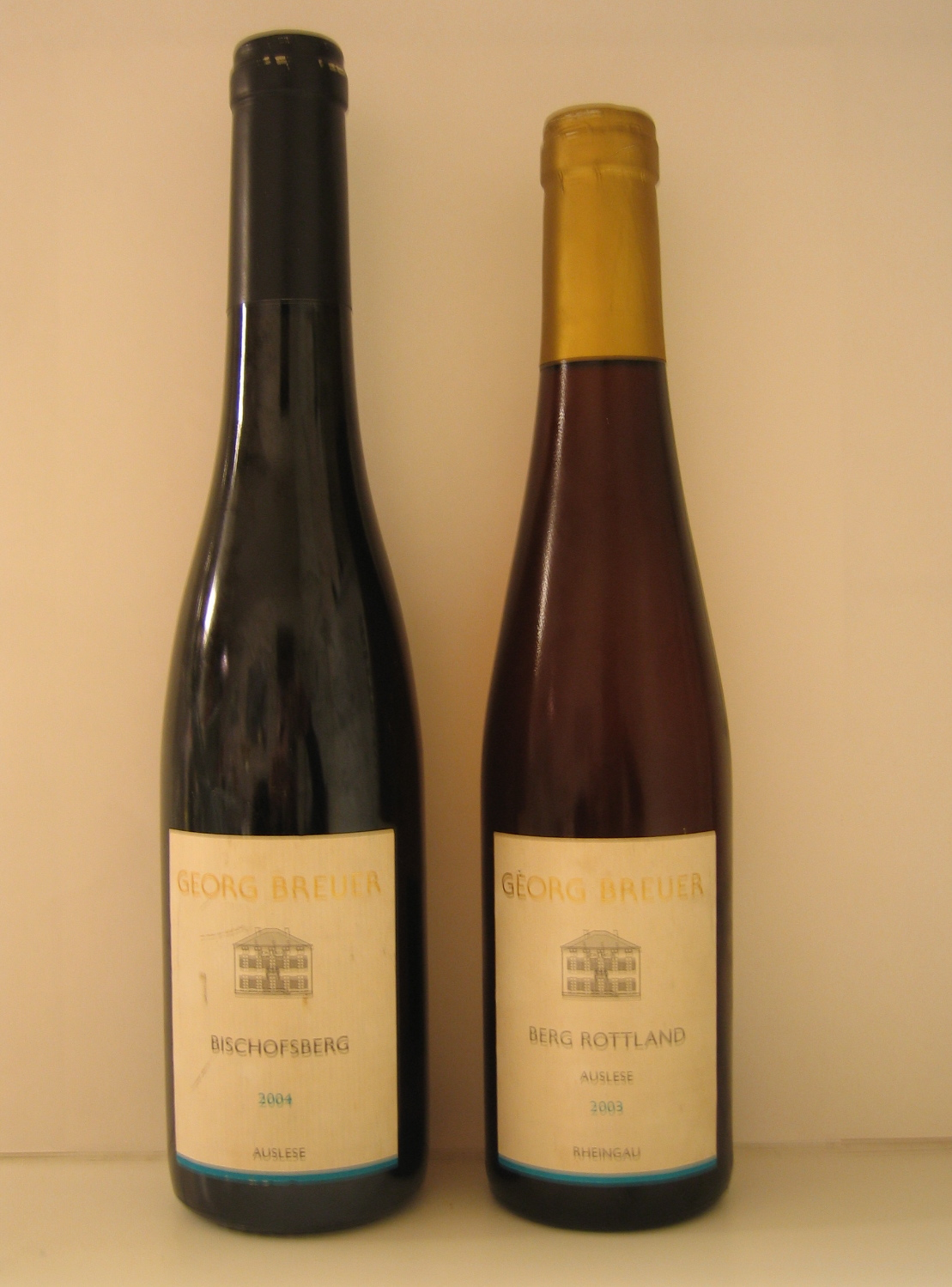
Bottiglie a confronto: renana a sinistra, alsaziana a destra

L'alsaziana è un tipo di bottiglia da vino. Prende il suo nome dall'Alsazia zona di produzione di vino in Francia. Simile per forma e uso alla bottiglia renana ne differisce per essere più bassa e meno slanciata. La mancanza di spalla ne fa una bottiglia adatta a vini che non formano depositi.

## Caratteristiche
- Base: poco pronunciata
- Corpo: cilindrico di diametro 7,5/8 cm, superiore a metà dell'altezza
- Spalla: assente
- Collo: medio
- Cercine: poco rilevato
- Altezza: 33 cm circa
- Capacità: 750 ml.

Realizzata con vetro di non grosso spessore, di colore bianco o verde. Utilizzata per l'imbottigliamento dei vini bianchi da Riesling e Chardonnay. 